# Galactomanana

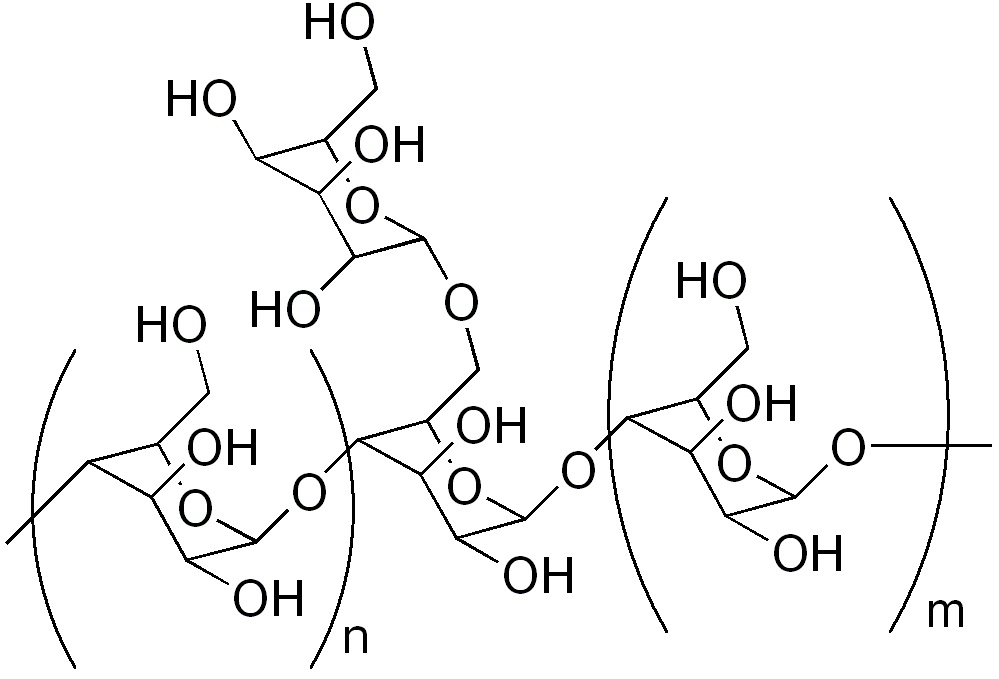
Um segmento de galactomanana.

As galactomananas são polissacarídeos que consistem de um eixo estrutural de manose com grupos laterais de galactose. É um componente da parede da célula do Aspergillus, sendo liberada durante o crescimento. A detecção de galactomanana no sangue é utilizada para diagnosticar a aspergilose em seres humanos.
A galactomanana é um polissacarídeo da parede celular de um fungo de grande importância médica, do gênero Aspergillus spp. Sua detecção serve como Aspergilose Invasiva, uma das maneiras de manifestação clínica de infecção, caracterizada por isolamento fungico associado às evidências daiológicas ou histológicas de inovação tecidual.
Quando a invasão limita-se ao pulmão, tem-se a Aspergilose Pulmonar Invasiva (API), quando há invasão e disseminação pela via sanguínea para outros órgãos tem-se a Aspergilose Disseminada. Os principais fatores de risco para o sugimento da doença são a netropenia prolongada e o uso de corticosteroides, ou seja, indivíduos imunodeprimidos têm maior risco. Pacientes hematológicos em tratamento quimioterápico e pacientes transplantados de medula óssea são os mais acometidos pelo microrganismo.
As metodologias de detecção da doença disponíveis são a aglutinação em látex, radioimunoensaio e o ELISA. Dentre estas, a técnica de ELISA sanduíche é a mais sensível, detectando baixas concentrações de galactomanana nas amostras. A galactomanana é importante no monitoramento do paciente, podendo antecipar o diagnóstico de aspergilose invasiva de 6 até 14 dias, caso haja neutropenia. O teste deve ser realizado pelo menos duas vezes por semana, e o diagnóstico é confirmado caso ocorra positividade em pelo menos duas amostras consecutivas.

- See more at: http://www.unisinos.br/blogs/biomedicina/2014/07/11/o-que-e-galactomanana-e-a-importancia-de-sua-deteccao/#sthash.CIHVOZ4B.dpuf